# Arthroderma cuniculi
Arthroderma cuniculi är en svampart som beskrevs av C.O. Dawson 1963. Arthroderma cuniculi ingår i släktet Arthroderma och familjen Arthrodermataceae.   Inga underarter finns listade i Catalogue of Life.